# Halicampus brocki
Halicampus brocki är en fiskart som först beskrevs av Earl Stannard Herald 1953.  Halicampus brocki ingår i släktet Halicampus och familjen kantnålsfiskar. Inga underarter finns listade i Catalogue of Life.